# Kerim Mrabti
Abdallah Kerim Mrabti, né le 20 mai 1994 dans la commune de Nacka à Stockholm (Suède), est un footballeur international suédois possédant à la fois des origines tunisienne et finlandaise. Il évolue comme milieu de terrain au KV Malines.

## Biographie
Kerim Mrabti naît le 20 mai 1994 à Nacka en Suède d'un père tunisien et d'une mère suédo-finlandaise.

### Enköpings SK FK
Bien que né à Stockholm, à l'âge de 5 ans, il déménage avec sa famille à Enköping et rejoint le club local, l'Enköpings SK FK. À l'âge de 17 ans, il joue un grand rôle dans le succès de l'Enköpings SK FK en 4e division suédoise et donc dans la promotion du club.

### Djurgårdens IF
Après deux saisons avec l'IK Sirius en 3e et 2e division, Mrabti est vendu au début de l'année 2015 pour 600.000-700.000 SEK à un club de 1re division, le Djurgårdens IF. Le 25 mai 2015, devant 27.137 spectateurs présents à la Tele2 Arena pour assister au derby de Stockholm, il inscrit son premier doublé avec Djurgårdens face au rival de l'AIK Fotboll (2-2).
Le 9 novembre 2015, il remporte le trophée du meilleur espoir de la saison 2015 du championnat suédois et devance ainsi son coéquipier Sam Johnson, qui était également nommé.

### Birmingham City FC
Le 18 janvier 2019, la formation de Championship du Birmingham City FC annonce la signature pour 18 mois avec une année supplémentaire en option du joueur libre depuis la fin du mois de novembre 2018, après avoir refusé de prolonger son aventure avec le Djurgårdens IF.

### KV Malines
Le 17 août 2020, le KV Malines, club de Jupiler Pro League, officialise l'arrivée de Kerim Mrabti pour une durée de trois années, avec une possibilité de prolongement d'un an supplémentaire.

### Équipe nationale
Au niveau international, Kerim Mrabti représente l'Équipe de Suède dans la catégorie des moins de 19 ans puis avec les espoirs  avec lesquels il dispute 16 matchs marquant 5 buts. Grand espoir de  Suède, il finit par être convoqué en équipe nationale en Janvier 2016. Il rentre à la mi-temps contre l'Estonie mais se blesse aux ligaments croisés du genou et doit sortir à la 70e minute. De retour dans le groupe en janvier 2018, il rentre à la 73e minute de jeu contre cette même Estonie . Il goûte à sa première titularisation quelques jours après face au Danemark. Il dispute la quasi-intégralité de la rencontre à un bon niveau sans toutefois trouver le chemin des filets. Au total, il aura disputé 3 matchs avec l'Équipe de Suède de football.

## Palmarès
- Coupe de Suède : 2018

### Récompenses individuelles
- Trophée du meilleur jeune joueur d'Allsvenskan 2015